# Синдром Адель Гюго
Синдром Адель Гюго, или синдром Адели (фр. syndrome d’Adèle) — длительная любовная одержимость, психическое расстройство, которое заключается в безответной любовной зависимости, схожей по тяжести с наркотической. Синдромом Адели называют всепоглощающую и длительную любовную одержимость, болезненную страсть, которая остаётся без ответа. Своим названием cиндром обязан Адель Гюго, дочери знаменитого французского писателя Виктора Гюго, которая вплоть до самой смерти страдала от неразделённого чувства к английскому офицеру Альберту Пинсону.

## История
Первым зарегистрированным случаем проявления синдрома Адели был случай с Аделью Гюго. Клинические признаки патологии появились после её знакомства с офицером — Альбертом Пинсоном, в которого девушка была влюблена. Впоследствии эта влюблённость переросла в зависимость и одержимость. Адель Гюго преследовала Пинсона, рассказывала всем о помолвке и свадьбе с ним, вмешивалась в его жизнь, расстроила его свадьбу. В итоге Альберт Пинсон начал избегать контактов с Аделью, но её это не останавливало. Она считала себя женой Пинсона, полностью веря в свои иллюзии, что привело к тому, что Адель Гюго стала постепенно сходить с ума.
Виктор Гюго, понимая, что дочь становится крайне неадекватной, поместил её в психиатрическую клинику. Там Адель находилась до своей смерти, вылечить её было невозможно, заболевание прогрессировало. В конечном итоге Адель полностью потеряла свою личность, зациклившись на объекте своей зависимости. Она ежедневно вспоминала возлюбленного Пинсона и регулярно отправляла ему письма с признаниями. Перед самой смертью Адель в бреду повторяла его имя. Случай быстро стал известным благодаря тому, что произошёл с дочерью знаменитого писателя и определил название патологии — «синдром Адели Гюго». Впоследствии название патологии сократилось до «синдрома Адели».
Синдром Адели официально не включён в международный перечень психиатрических заболеваний. Психиатры выделяют его, как крайнюю и более сложную степень эротомании.

## Причины
Американской ассоциацией психиатров выделен ряд предпосылок, ведущих к развитию синдрома Адели. Считается, что такие предпосылки закладываются ещё в детстве. Называются три причины развития патологии:
1. Синдром Адели развивается у людей, недополучивших родительского внимания в детстве. Часто это ответная реакция на поведение строгой и сдержанной матери[2].
2. Наследственная предрасположенность и склонность к психическим заболеваниям[2][5].
3. Высокая степень неуверенности в себе, которая ведёт к тому, что человек замыкается в собственном выдуманном мире. Интроверсия и социофобия могут стать базой для развития синдрома Адели. Также лица, которые перенесли трагическую утрату любимого человека, ищут внешне похожего человека и начинают его преследовать в попытке перенести и возродить отношения с умершим на данного человека, даже если отношения являются бесперспективными[2].

## Симптоматика
Диагностировать синдром Адели довольно сложно, поскольку часто страдающие подобным синдромом не считают себя больными, а окружающие на начальной стадии не видят признаков одержимости и деградации личности. Однако только на начальной стадии данный синдром можно излечить без последствий и полностью. С течением времени пациенты сначала замыкаются в себе, а затем полностью отрешаются от реальности и окружающего мира, что крайне затрудняет либо делает невозможным любые взаимодействия с ними и проведение психиатрической коррекции. Поэтому важно не упустить самые начальные признаки патологии.
В зависимости от степени развития синдрома выделяются 3 его стадии:
1. На первой стадии происходит формирование идеала и развивается сильное увлечение. Влюблённый индивид (чаще всего женщина, хотя патология иногда наблюдается и у мужчин) пытается познакомиться и завязать отношения с выбранным человеком, а получив отказ, старается добиться взаимности, окружая этого человека сверхзаботой и повышенным вниманием. Попытки преследования, замеченные своевременно, позволяют начать лечение и реабилитацию. На данном этапе имеется возможность самостоятельного устранения зависимости[5].
2. Вторая стадия характеризуется полным зацикливанием индивида на предмете своей страсти, отказом от любого другого общения и времяпровождения, которые не связаны с объектом зависимости. Человек с синдромом Адели на второй стадии развития патологии всё чаще выдаёт желаемое за действительное, убеждает себя и окружающих в наличии взаимных чувств от объекта зависимости и старается получить его внимание любыми средствами. В случае отказа зависимый может прибегнуть к психологическому шантажу с угрозой суицида. На этой стадии лечение способно дать хорошие результаты только после интенсивной психотерапии с применением лекарственных препаратов[5].
3. Третья стадия представляет собой полное расстройство психики. На этой стадии, вследствие серьёзных изменений личности больного вплоть до полной деградации, лечение не принесёт результатов. Можно только частично облегчить состояние больного приёмом лекарственных препаратов[2][5].

Диагностика синдрома Адели производится с учётом таких клинических признаков:
- Преследование человека;
- Равнодушие ко всему происходящему вокруг, кроме объекта влюблённости;
- Сильная навязчивость по отношению к возлюбленному;
- Склонность к саморазрушению, потеря аппетита, бессонница;
- Неряшливый и неопрятный внешний вид;
- Мысли о суициде, попытки шантажа, фетишизм в отношении объекта зависимости[7].

Несмотря на то, что по мере развития синдрома Адели клинические признаки проявляются всё ярче, большинство не понимают, что они больны и не признают свою проблему, даже при наличии выраженной симптоматики.

## Лечение
Эффективность лечебных мероприятий при синдроме Адели напрямую зависит от срока, в течение которого человек болеет и стадии развития данного синдрома. На начальных стадиях патологии больные в состоянии самостоятельно справиться с заболеванием. Также более быстрые результаты даёт работа с психотерапевтом. Основные действия, позволяющие излечиться от зависимости:
1. Полностью исключить контакты с объектом зависимости;
2. Убрать из поля зрения все вещи, напоминающие об объекте зависимости;
3. Переключиться на новые увлечения, найти хобби;
4. Чаще общаться с родными и близкими людьми;
5. Сменить обстановку, уехать на отдых либо переехать;
6. Относиться к своему чувству как к заболеванию, требующему лечения[5][9].

В случае, когда пациент не способен самостоятельно избавиться от зависимости, применяется более интенсивная психотерапия. Особую популярность заслуживает групповая психотерапия, поскольку в группе проще увидеть корень проблем со стороны и осознать, что следует скорректировать в своём мышлении и поведении.
Для лечения синдрома Адели в тяжелых случаях психотерапевтом назначаются антидепрессанты и препараты, улучшающие аппетит, поскольку депрессивное состояние сопровождается частичным либо полным отказом от приёма пищи. Длительность лечения устанавливается врачом индивидуально, но не может быть меньше 1 месяца. Чаще всего назначают такие лекарственные препараты:
| Наименование | Фармакология | Дозировка |
| Амитриптилин | Антидепрессант, с местным анальгезирующим и антисеротониновым действием. | Начальная доза 25-50 мг на ночь. При улучшении состояния дозировка снижается до 10-15 мг в сутки.                  |
| Леривон      | Трициклиновый депрессант, показанный для блокировки выработки серотонина, снятия тревожности и нормализации сна при депрессивных расстройствах. Применяется так же для снижения сердечного ритма     | Минимальная дозировка 30 мг в сутки. Постепенно количество назначаемого препарата увеличивается до 60-90 мг.       |
| Коаксил      | Транквилизатор снимающий тревожность, тошноту, головокружения, депрессивный синдром. Входящий в состав препарата теанептин натрия успокаивает, стабилизирует настроение и повышает работоспособность | По 1 таблетке 3 раза в день после еды. Препарат принимается с осторожностью, так как способен вызывать привыкание. |
| Периактин    | Антигистаминный препарат блокирующий активную деятельность серотониновых рецепторов. Повышает аппетит и способствует снижению тревожности                                                            | По 4 мг. 3-4 раза в день.                                                                                          |

В случае отсутствия лечения синдром Адели будет прогрессировать, что приведёт к полной деградации личности.

## Критика
Врачи-психиатры совсем недавно признали синдром психическим отклонением, всерьёз угрожающим здоровью и жизни, приравняв его к игромании, алкоголизму и клептомании. Однако Синдром Адели официально до сих пор не включён в международный перечень психиатрических заболеваний. К 2019 году многие психиатры выделяют этот синдром в отдельное заболевание, схожее с эротоманией. Однако официальный диагноз будет звучать, как «эротоманический бред» или «эротомания».